# راسيل غريم
راسيل غريم (بالإنجليزية: Russ Grimm)‏ هو لاعب كرة قدم أمريكية أمريكي، ولد في 2 مايو 1959 في سكوتدالي في الولايات المتحدة.

## وصلات خارجية
- راسيل غريم على موقع مرجع كرة القدم المحترفة.كوم (الإنجليزية)